# Auf die harte Tour
Auf die harte Tour (Originaltitel: The Hard Way) ist eine US-amerikanische Filmkomödie von John Badham aus dem Jahr 1991. Die Hauptrollen spielten Michael J. Fox und James Woods.

## Handlung
Der verwöhnte Schauspieler Nick Lang feiert Erfolge als Action-Star seichter Hollywoodabenteuerfilme im Stile von Indiana Jones, sehnt sich aber nach Anerkennung als Schauspieler mit Tiefgang. Deshalb bewirbt er sich um die Hauptrolle in dem authentischen Polizeithriller Blood on the Asphalt. Als er in den TV-Nachrichten den knallharten New Yorker Mordermittler John Moss sieht, nutzt er seine Beziehungen aus, um diesem für zwei Wochen als beobachtender Begleiter zugeteilt zu werden. Davon verspricht er sich eine optimale Vorbereitung auf die anspruchsvolle Rolle.
Der zynische John Moss fahndet gerade nach dem psychopathischen Serienmörder „Party-Killer“ (im Original Party Crasher) und ist vom nervtötenden Weichling Lang überhaupt nicht begeistert, vor allem nicht, weil er auch noch bei ihm einzieht.
Mit einer List versucht er, Lang wieder loszuwerden: Indem er ihn glauben lässt, auf der Jagd nach dem Party-Killer einen unschuldigen Menschen erschossen zu haben. Großzügig will er die Schuld auf sich nehmen. Dies fliegt jedoch auf, als Lang am Flughafen doch nicht abreisen will und ins Präsidium zurückkehrt.
Parallel zu den Ermittlungen ist Moss in die attraktive Susan verliebt und versucht sie für sich zu gewinnen. In diesem Metier hat Frauenheld Lang die besseren Karten und versucht, Moss mit Tipps zu helfen.
Der Party-Killer hat es inzwischen auch auf Moss selbst abgesehen, da dieser ihn in einem Fernsehinterview provoziert hatte. Er entführt Susan, Moss und Lang retten sie von einem übergroßen Gesicht Nick Langs, das Werbezwecken dient. Der Party-Killer stürzt dabei bei einem Kampf in die Tiefe. Moss und Susan werden ein Paar.
Schließlich kehrt Lang nach Hollywood zurück, dreht den Thriller und bedient sich in diesem zahlreicher Aussprüche Moss’, was dieser während der Filmpremiere mit Empörung wahrnimmt.

## Kritiken
„Unentschlossen zwischen harten Actionszenen und flott gemeinten Wortgeplänkeln schwankende Krimi-Komödie, die in rüden Dialogen unreflektiert Selbstjustiz propagiert und eine Ironisierung des Genres nur ansatzweise erreicht.“

Roger Ebert schrieb in der Chicago Sun-Times vom 8. März 1991, im Film gebe es fast nichts, woran man sich erinnern könnte – außer seiner komischen Energie, die ihn an Screwball-Komödien erinnere. Er lobte das Drehbuch, die Stunts, die Spezialeffekte und vergab dreieinhalb von vier Sternen.

## Auszeichnungen
Eine Szene aus dem Film war für die MTV Movie Awards 1992 in der Kategorie Beste Action-Sequenz nominiert.